# Pierre Massenet (homme politique)
Pour les autres membres de la famille, voir Famille Massenet.
Pierre Massenet (25 février 1748, Gravelotte - 28 octobre 1824, Strasbourg), est un homme politique français. Sous la Révolution, il est député du Bas-Rhin de 1791 à 1792.

## Biographie
Pierre Massenet naît le 25 février 1748 à Gravelotte dans la province des Trois-Évêchés. Après ses études, il se fixe en Russie en qualité de gouverneur-précepteur. Il devient précepteur de Frédéric Ferdinand Charles de Vietinghof, du fils du général Narychkine en 1778, puis du prince Galitzine.
Alors qu'il est cultivateur à Heiligenstein dans le Bas-Rhin, Massenet se présente à la députation. Il est élu député modéré du Bas-Rhin à l'Assemblée législative le 30 août 1791. Son rôle parlementaire fut peu important.
Il remplit, par la suite, les fonctions d'inspecteur des écoles primaires et secondaires de l'arrondissement de Schlestadt (Sélestat), et celles de professeur d'histoire à l'École centrale du Bas-Rhin.
Gendre de Pierre-François Mathieu de Faviers et beau-frère de Jean-Michel Mathieu-Faviers, de François-Jacques-Antoine Mathieu de Reichshoffen et de Philippe-Gaétan Mathieu de Faviers, il est le père d'Alexis Massenet, ingénieur polytechnicien et maître de forges et le grand-père du compositeur Jules Massenet.

## Mandats
- 30/08/1791 - 20/09/1792 : Bas-Rhin - Modérés

## Sources
- Pierre Schroeder, Jean-Pierre Massenet, cultivateur à Heiligenstein (1748 - 1824), 1995
- « Pierre Massenet (homme politique) », dans Adolphe Robert et Gaston Cougny, Dictionnaire des parlementaires français, Edgar Bourloton, 1889-1891 [détail de l’édition]